# Martín de Cochem
Martín de Cochem O.F.M.Cap. (Cochem, 13 de diciembre de 1630 - Waghäusel, 10 de septiembre de 1712) fue un teólogo, predicador y escritor ascético capuchino alemán. 

## Biografía
Procedente de una familia católica entró en su juventud como novicio capuchino. Tras ser ordenado sacerdote, se le asignó a una cátedra de teología.
En 1666 se implicó en el cuidado de las víctimas de la peste y comenzó a escribir pequeños tratados de literatura religiosa popular. Convirtió este género en su especialidad, y se dedicó a la predicación en las archidiócesis de Tréveris e Ingelheim. Continuó con el trabajo pastoral hasta su muerte en el convento de Waghäusel, a pesar de su pérdida de oído, teniendo que escuchar las confesiones con la ayuda de una trompetilla.

## Obra
La más voluminosa de sus obras es una historia eclesiástica en dos volúmenes en folio, con propósito apologético en respuesta al protestantismo. Sólo alcanzó a terminar las primeras partes, llegando hasta el año 1100.
Otras obras del Padre Martín cubren una gran variedad de asuntos: la vida de Cristo y de los santos, narraciones edificantes, ciertos puntos del ascetismo cristiano, formas de oración, guías para recibir adecuadamente los sacramentos, etc. La más conocida es Die heilige Messe (La Santa Misa), a la que, según él mismo escribió, dedicó tres años.

### Escritos
Estas son las obras publicadas durante su vida:
- Von Cochem OFMCap, Martin (2003). Explicación del Santo Sacrificio de la Misa. Sydney: BAC Australian Pty Limited. ISBN 0958557845. «275».
- "Die Kirchenhistorie nach der Methode des Baronius und Raynaldus bis 1100" (Dillingen, 1693):
- "Die christliche Lehre";
- "Heilige Geschichten und Exempel";
- "Wohlriechender Myrrhengarten" (Colonia, 1693);
- "Büchlein über den Ablass" (Dillingen, 1693);
- "Exorcismen und für Kranke" (Fráncfort del Meno, 1695);
- "Goldener Himmelsschlüssel" (Fráncfort del Meno, 1695);
- "Gebetbuch für Soldaten" (Augsburgo, 1698);
- "Anmuthungen während der heiligen Messe" (Augsburgo, 1697);
- "Die Legenden der Heiligen" (Augsburgo, 1705);
- "Leben Christi" (Frankfort, 1689; Augsburg, 1708);
- "Gebete unter der heiligen Messe" (Augsburg, 1698);
- "Kern der heiligen Messe" (Colonia, 1699);
- "Liliengarten" (Colonia, 1699);
- "Gebetbuch für heilige Zeiten" (Augsburgo, 1704);
- "Die heilige Messe für die Weitleute" (Colonia, 1704);
- "Traktat über die göttlichen Vortrefflichkeiten" (Maguncia, 1707);
- "Geistlicher Baumgarten" (Maguncia y Heidelberg, 1709); *"Neue mystische Goldgruben" (Colonia, 1709);
- "Exemepelbuch" (Augsburg, 1712).

En esta lista no se incluyen todos sus escritos, ya que en 1896 apareció una pequeña obra inédita: Das Gebet des Herzens, que alcanzó una gran difusión (siete ediciones en tres años).